# ۷-نیتروایندازول
۷-نیتروایندازول (به انگلیسی: 7-Nitroindazole) با فرمول شیمیایی C۷H۵N۳O۲ یک ترکیب شیمیایی با شناسه پاب‌کم ۱۸۹۳ است. که جرم مولی آن ۱۶۳٫۱۳۳۵ g/mol می‌باشد. 